# Neoclosterus bernardii
Neoclosterus bernardii es una especie de escarabajo longicornio del género Neoclosterus, tribu Plectogasterini, orden Coleoptera. Fue descrita científicamente por Quentin y Villiers en 1969.
El período de vuelo ocurre durante los meses de marzo, mayo, junio, agosto, septiembre, octubre, noviembre y diciembre.

## Descripción
Mide 35-55 milímetros de longitud.

## Distribución
Se distribuye por Costa de Marfil y Gabón.